# Lycosa indomita
Lycosa indomita là một loài nhện trong họ Lycosidae.
Loài này thuộc chi Lycosa. Lycosa indomita được Hercule Nicolet miêu tả năm 1849.